# One More Chance (Michael Jackson-dal)
A One More Chance Michael Jackson amerikai énekes dala. R. Kelly írta, ez volt Jackson Number Ones című válogatásalbumának egyetlen új dala és egyetlen kislemeze. Ez volt az utolsó új dal, ami Jackson életében megjelent. A dal később felkerült a King of Pop válogatásalbum ausztrál, francia, svéd és indonéz kiadására, valamint a The Ultimate Collection box set japán kiadására.
2003. november 20-án jelent meg, az amerikai Billboard Hot 100 slágerlistán a 83., a brit kislemezlistán az 5. helyre került. Nem összetévesztendő két korábbi One More Chance című dallal, melyeket Jackson testvérei együttesével, a The Jackson 5-val vett fel; ezek egyike az ABC, a másik a Victory albumon szerepel.

## Videóklip
November 17-én elkezdték egy videóklip forgatását a dalhoz, de a forgatás megszakadt, amikor Jackson birtokát, Neverlandet másnap rendőrök kutatták át az énekes ellen felhozott gyermekmolesztálási vádak miatt. Az MTV egy montázsokból álló klipet kezdett játszani helyette, melyet Jackson karrierjének korábbi állomásaiból vágtak össze. 2010. október 13-án Jackson hivatalos weboldalán bejelentették, hogy a videóklip rajta lesz a 2010. november 22-én megjelenő Michael Jackson's Vision DVD box seten. A klip kétperces részlete november 15-én kikerült az internetre, a teljes klipet november 19-én mutatták be a hivatalos weboldalon. Mivel ez Jackson utolsó teljesen új dala, ami még életében megjelent, a klip Jackson utolsó videóklipje, és a halála után megjelent klipekből az első, amiben még eddig nem látott felvételek szerepelnek az énekesről. Mivel a házkutatás miatt nem került sor arra, hogy közeli képek készüljenek Jacksonról, ilyenek nem szerepelnek a klipben.

## Helyezések
| Slágerlista (2003)       | Legmagasabb helyezés |
| ------------------------ | -------------------- |
| USA Billboard Hot 100    | 83                   |
| Brit kislemezlista       | 5                    |
| Venezuelai kislemezlista | 1                    |
| Moldovai kislemezlista   | 1                    |
| Török kislemezlista      | 1                    |

## Változatok
| 12" kislemez (USA) - A1 One More Chance (Metro Remix) – 3:50 - A2 One More Chance (Paul Oakenfold Urban Mix) – 3:37 - B1 One More Chance (Paul Oakenfold Mix) – 3:50 - B2 One More Chance (Ron G Club Remix) – 4:00 - B3 One More Chance (Album Version) – 3:50 CD maxi kislemez (USA) - 1 One More Chance (Album Version) – 3:50 - 2 One More Chance (Paul Oakenfold Mix) – 3:50 - 3 One More Chance (Metro Remix) – 3:50 - 4 One More Chance (Ron G Club Remix) – 4:00 - 5 One More Chance (Paul Oakenfold Urban Mix) – 3:37 12" kislemez (USA, promó) - A1 One More Chance (Album Version) – 3:50 - A2 One More Chance (R. Kelly Remix) – 3:50 - A3 One More Chance (Ron G Club Remix) – 4:00 - B1 One More Chance (Paul Oakenfold Urban Mix) – 3:37 - B2 One More Chance (Paul Oakenfold Mix) – 3:50 - B3 One More Chance (Night & Day R&B Mix) – 3:36 CD kislemez (Kanada) - 1 One More Chance (Album Version) – 3:50 - 2 One More Chance (Ron G. Rhytmic Mix) – 3:50 - 3 One More Chance (Paul Oakenfold Pop Mix) – 3:45 CD maxi kislemez (Európa) - 1 One More Chance (Album Version) – 3:50 - 2 One More Chance (Paul Oakenfold Mix) – 3:50 - 3 One More Chance (Metro Remix) – 3:50 - 4 One More Chance (Ron G Club Remix) – 4:00 CD kislemez (Európa, promó) - 1 One More Chance – 3:50 | CD kislemez (Egyesült Királyság) - 1 One More Chance (Album Version) – 3:50 - 2 One More Chance (Paul Oakenfold Urban Mix) – 3:37 CD maxi kislemez (Egyesült Királyság) - 1 One More Chance (Album Version) – 3:50 - 2 One More Chance (Paul Oakenfold Mix) – 3:50 - 3 One More Chance (Metro Remix) – 3:50 - 4 One More Chance (Ron G Club Remix) – 4:00 12" kislemez (USA, promó) - A1 One More Chance (Paul Oakenfold Urban Mix) – 3:37 - B1 One More Chance (Ron G Club Remix) – 4:00 - B2 One More Chance (Album Version) – 3:50 12" kislemez (Egyesült Királyság) - A1 One More Chance (Metro Remix) – 3:50 - A2 One More Chance (Paul Oakenfold Urban Mix) – 3:37 - B1 One More Chance (Paul Oakenfold Mix) – 3:50 - B2 One More Chance (Ron G Club Remix) – 4:00 - B3 One More Chance (Album Version) – 3:50 12" képes kislemez (USA) - A One More Chance (Album Version) – 3:50 - B Billie Jean (Album Version) – 4:54 Mini CD (Németország) - 1 One More Chance (Album Version) – 3:50 - 2 Ben (2003 Live Edit) – 2:45 |

12" maxi kislemez (USA; promó)
1. One More Chance (Album version) – 3:50
2. One More Chance (R. Kelly Remix) – 3:40
3. One More Chance (Ron G Club Mix) – 3:55
4. One More Chance (Ron G Rhythmic Mix) – 4:15
5. One More Chance (Paul Oakenfold Urban Mix) – 3:35
6. One More Chance (Paul Oakenfold Mix) – 3:50
7. One More Chance (Night & Day R&B Mix) – 3:38
8. One More Chance (Metro Remix) – 3:50
9. One More Chance (Ford Remix) – 4:20
10. One More Chance (Slang Remix) – 7:51
11. One More Chance (Slang Electro Remix) – 5:57
12. One More Chance (Instrumental)